# Molophilus inaequidens
Molophilus inaequidens är en tvåvingeart som beskrevs av Alexander 1927. Molophilus inaequidens ingår i släktet Molophilus och familjen småharkrankar. Inga underarter finns listade i Catalogue of Life.